# پاتریک باره
پاتریک باره (فرانسوی: Patrick Barré‎؛ زادهٔ ۱۲ آوریل ۱۹۵۹) دونده سرعت اهل فرانسه است.
وی در مسابقات کشوری و بین‌المللی در مجموع برندهٔ ۱ مدال برنز شده‌است.